# 3. etape af Giro d'Italia 2019
3. etape af Giro d'Italia 2019 gik fra Vinci til Orbetello 13. maj 2019. 
Elia Viviani kom først over stregen, men blev senere deklasseret grundet uregelmæssig kørsel i spurten. Sejren gik dermed til Fernando Gaviria.

## Resultater

### Etaperesultat
| \| Etaperesultat \| Etaperesultat \| Etaperesultat \| Etaperesultat \| Etaperesultat \| \| Rytter \| Rytter \| Hold \| Tid \| \| \| ------------- \| ---------------- \| --------------------------- \| ------------- \| ------------- \| \| 1. \| Fernando Gaviria \| UAE Team Emirates \| 5t 23' 19" \| \| \| 2. \| Arnaud Démare \| Groupama-FDJ \| + 0" \| \| \| 3. \| Pascal Ackermann \| Bora-Hansgrohe \| + 0" \| \| \| 4. \| Matteo Moschetti \| Trek-Segafredo \| + 0" \| \| \| 5. \| Giacomo Nizzolo \| Dimension Data \| + 0" \| \| \| 6. \| Jakub Mareczko \| CCC Team \| + 0" \| \| \| 7. \| Davide Cimolai \| Israel Cycling Academy \| + 0" \| \| \| 8. \| Manuel Belletti \| Androni Giocattoli-Sidermec \| + 0" \| \| \| 9. \| Christian Knees \| Team Ineos \| + 0" \| \| \| 10. \| Sacha Modolo \| EF Education First \| + 0" \| \| |                  |                             |            |
| |                  |                             |            |
| Kilde: ProCyclingStats |                  |                             |            |
| Etaperesultat |                  |                             |            |
| Rytter | Rytter           | Hold                        | Tid        |
| 1. | Fernando Gaviria | UAE Team Emirates           | 5t 23' 19" |
| 2. | Arnaud Démare    | Groupama-FDJ                | + 0"       |
| 3. | Pascal Ackermann | Bora-Hansgrohe              | + 0"       |
| 4. | Matteo Moschetti | Trek-Segafredo              | + 0"       |
| 5. | Giacomo Nizzolo  | Dimension Data              | + 0"       |
| 6. | Jakub Mareczko   | CCC Team                    | + 0"       |
| 7. | Davide Cimolai   | Israel Cycling Academy      | + 0"       |
| 8. | Manuel Belletti  | Androni Giocattoli-Sidermec | + 0"       |
| 9. | Christian Knees  | Team Ineos                  | + 0"       |
| 10. | Sacha Modolo     | EF Education First          | + 0"       |

## Klassementerne efter etapen

### Samlede stilling
| \| Samlede stilling \| Samlede stilling \| Samlede stilling \| Samlede stilling \| Samlede stilling \| \| Rytter \| Rytter \| Hold \| Tid \| \| \| ---------------- \| ------------------ \| ---------------- \| ---------------- \| ---------------- \| \| 1. \| Primož Roglič \| Team Jumbo-Visma \| 10t 21' 01" \| \| \| 2. \| Simon Yates \| Mitchelton-Scott \| + 19" \| \| \| 3. \| Vincenzo Nibali \| Bahrain-Merida \| + 23" \| \| \| 4. \| Miguel Ángel López \| Astana \| + 28" \| \| \| 5. \| Tom Dumoulin \| Team Sunweb \| + 28" \| \| \| 6. \| Rafał Majka \| Bora-Hansgrohe \| + 33" \| \| \| 7. \| Bauke Mollema \| Trek-Segafredo \| + 39" \| \| \| 8. \| Damiano Caruso \| Bahrain-Merida \| + 40" \| \| \| 9. \| Pello Bilbao \| Astana \| + 42" \| \| \| 10. \| Víctor de la Parte \| CCC Team \| + 45" \| \| |                    |                  |             |
| |                    |                  |             |
| Kilde: ProCyclingStats |                    |                  |             |
| Samlede stilling |                    |                  |             |
| Rytter | Rytter             | Hold             | Tid         |
| 1. | Primož Roglič      | Team Jumbo-Visma | 10t 21' 01" |
| 2. | Simon Yates        | Mitchelton-Scott | + 19"       |
| 3. | Vincenzo Nibali    | Bahrain-Merida   | + 23"       |
| 4. | Miguel Ángel López | Astana           | + 28"       |
| 5. | Tom Dumoulin       | Team Sunweb      | + 28"       |
| 6. | Rafał Majka        | Bora-Hansgrohe   | + 33"       |
| 7. | Bauke Mollema      | Trek-Segafredo   | + 39"       |
| 8. | Damiano Caruso     | Bahrain-Merida   | + 40"       |
| 9. | Pello Bilbao       | Astana           | + 42"       |
| 10. | Víctor de la Parte | CCC Team         | + 45"       |

| Pointkonkurrence | Pointkonkurrence   | Pointkonkurrence       | Pointkonkurrence | Pointkonkurrence |
| Rytter           | Rytter             | Hold                   | Point            |                  |
| ---------------- | ------------------ | ---------------------- | ---------------- | ---------------- |
| 1.               | Fernando Gaviria   | UAE Team Emirates      | 58 point         |                  |
| 2.               | Pascal Ackermann   | Bora-Hansgrohe         | 50 point         |                  |
| 3.               | Arnaud Démare      | Groupama-FDJ           | 49 point         |                  |
| 4.               | Elia Viviani       | Deceuninck-Quick Step  | 18 point         |                  |
| 5.               | Matteo Moschetti   | Trek-Segafredo         | 18 point         |                  |
| 6.               | Simon Yates        | Mitchelton-Scott       | 17 point         |                  |
| 7.               | Primož Roglič      | Team Jumbo-Visma       | 15 point         |                  |
| 8.               | Davide Cimolai     | Israel Cycling Academy | 15 point         |                  |
| 9.               | Giacomo Nizzolo    | Dimension Data         | 14 point         |                  |
| 10.              | Miguel Ángel López | Astana                 | 13 point         |                  |

| Pointkonkurrence | Pointkonkurrence   | Pointkonkurrence       | Pointkonkurrence | Pointkonkurrence |
| Rytter           | Rytter             | Hold                   | Point            |                  |
| ---------------- | ------------------ | ---------------------- | ---------------- | ---------------- |
| 1.               | Fernando Gaviria   | UAE Team Emirates      | 58 point         |                  |
| 2.               | Pascal Ackermann   | Bora-Hansgrohe         | 50 point         |                  |
| 3.               | Arnaud Démare      | Groupama-FDJ           | 49 point         |                  |
| 4.               | Elia Viviani       | Deceuninck-Quick Step  | 18 point         |                  |
| 5.               | Matteo Moschetti   | Trek-Segafredo         | 18 point         |                  |
| 6.               | Simon Yates        | Mitchelton-Scott       | 17 point         |                  |
| 7.               | Primož Roglič      | Team Jumbo-Visma       | 15 point         |                  |
| 8.               | Davide Cimolai     | Israel Cycling Academy | 15 point         |                  |
| 9.               | Giacomo Nizzolo    | Dimension Data         | 14 point         |                  |
| 10.              | Miguel Ángel López | Astana                 | 13 point         |                  |

| Bjergkonkurrence | Bjergkonkurrence | Bjergkonkurrence            | Bjergkonkurrence | Bjergkonkurrence |
| Rytter           | Rytter           | Hold                        | Point            |                  |
| ---------------- | ---------------- | --------------------------- | ---------------- | ---------------- |
| 1.               | Giulio Ciccone   | Trek-Segafredo              | 24 point         |                  |
| 2.               | François Bidard  | AG2R La Mondiale            | 6 point          |                  |
| 3.               | Primož Roglič    | Team Jumbo-Visma            | 4 point          |                  |
| 4.               | Łukasz Owsian    | CCC Team                    | 3 point          |                  |
| 5.               | Simon Yates      | Mitchelton-Scott            | 2 point          |                  |
| 6.               | Koen Bouwman     | Team Jumbo-Visma            | 2 point          |                  |
| 7.               | Rafał Majka      | Bora-Hansgrohe              | 1 point          |                  |
| 8.               | Paul Martens     | Team Jumbo-Visma            | 1 point          |                  |
| 9.               | Marco Frapporti  | Androni Giocattoli-Sidermec | 1 point          |                  |

| Bjergkonkurrence | Bjergkonkurrence | Bjergkonkurrence            | Bjergkonkurrence | Bjergkonkurrence |
| Rytter           | Rytter           | Hold                        | Point            |                  |
| ---------------- | ---------------- | --------------------------- | ---------------- | ---------------- |
| 1.               | Giulio Ciccone   | Trek-Segafredo              | 24 point         |                  |
| 2.               | François Bidard  | AG2R La Mondiale            | 6 point          |                  |
| 3.               | Primož Roglič    | Team Jumbo-Visma            | 4 point          |                  |
| 4.               | Łukasz Owsian    | CCC Team                    | 3 point          |                  |
| 5.               | Simon Yates      | Mitchelton-Scott            | 2 point          |                  |
| 6.               | Koen Bouwman     | Team Jumbo-Visma            | 2 point          |                  |
| 7.               | Rafał Majka      | Bora-Hansgrohe              | 1 point          |                  |
| 8.               | Paul Martens     | Team Jumbo-Visma            | 1 point          |                  |
| 9.               | Marco Frapporti  | Androni Giocattoli-Sidermec | 1 point          |                  |

| Ungdomskonkurrence | Ungdomskonkurrence | Ungdomskonkurrence | Ungdomskonkurrence | Ungdomskonkurrence |
| Rytter             | Rytter             | Hold               | Tid                |                    |
| ------------------ | ------------------ | ------------------ | ------------------ | ------------------ |
| 1.                 | Miguel Ángel López | Astana             | 10t 21' 29"        |                    |
| 2.                 | Hugh Carthy        | EF Education First | + 19"              |                    |
| 3.                 | Pavel Sivakov      | Team Ineos         | + 33"              |                    |
| 4.                 | Ben O'Connor       | Dimension Data     | + 44"              |                    |
| 5.                 | Robert Power       | Team Sunweb        | + 45"              |                    |
| 6.                 | Fernando Gaviria   | UAE Team Emirates  | + 1' 14"           |                    |
| 7.                 | Nans Peters        | AG2R La Mondiale   | + 1' 17"           |                    |
| 8.                 | Pascal Ackermann   | Bora-Hansgrohe     | + 1' 19"           |                    |
| 9.                 | Sam Oomen          | Team Sunweb        | + 1' 19"           |                    |
| 10.                | Valentin Madouas   | Groupama-FDJ       | + 1' 24"           |                    |

| Ungdomskonkurrence | Ungdomskonkurrence | Ungdomskonkurrence | Ungdomskonkurrence | Ungdomskonkurrence |
| Rytter             | Rytter             | Hold               | Tid                |                    |
| ------------------ | ------------------ | ------------------ | ------------------ | ------------------ |
| 1.                 | Miguel Ángel López | Astana             | 10t 21' 29"        |                    |
| 2.                 | Hugh Carthy        | EF Education First | + 19"              |                    |
| 3.                 | Pavel Sivakov      | Team Ineos         | + 33"              |                    |
| 4.                 | Ben O'Connor       | Dimension Data     | + 44"              |                    |
| 5.                 | Robert Power       | Team Sunweb        | + 45"              |                    |
| 6.                 | Fernando Gaviria   | UAE Team Emirates  | + 1' 14"           |                    |
| 7.                 | Nans Peters        | AG2R La Mondiale   | + 1' 17"           |                    |
| 8.                 | Pascal Ackermann   | Bora-Hansgrohe     | + 1' 19"           |                    |
| 9.                 | Sam Oomen          | Team Sunweb        | + 1' 19"           |                    |
| 10.                | Valentin Madouas   | Groupama-FDJ       | + 1' 24"           |                    |

| Holdkonkurrence | Holdkonkurrence       | Holdkonkurrence | Holdkonkurrence |
| Hold            | Hold                  | Tid             |                 |
| --------------- | --------------------- | --------------- | --------------- |
| 1.              | Team Jumbo-Visma      | 31t 04' 44"     |                 |
| 2.              | Bahrain-Merida        | + 15"           |                 |
| 3.              | Astana                | + 28"           |                 |
| 4.              | Mitchelton-Scott      | + 36"           |                 |
| 5.              | Bora-hansgrohe        | + 41"           |                 |
| 6.              | Team Sunweb           | + 54"           |                 |
| 7.              | Deceuninck-Quick Step | + 1' 01"        |                 |
| 8.              | EF Education First    | + 1' 06"        |                 |
| 9.              | UAE Team Emirates     | + 1' 16"        |                 |
| 10.             | Movistar Team         | + 1' 40"        |                 |

| Holdkonkurrence | Holdkonkurrence       | Holdkonkurrence | Holdkonkurrence |
| Hold            | Hold                  | Tid             |                 |
| --------------- | --------------------- | --------------- | --------------- |
| 1.              | Team Jumbo-Visma      | 31t 04' 44"     |                 |
| 2.              | Bahrain-Merida        | + 15"           |                 |
| 3.              | Astana                | + 28"           |                 |
| 4.              | Mitchelton-Scott      | + 36"           |                 |
| 5.              | Bora-hansgrohe        | + 41"           |                 |
| 6.              | Team Sunweb           | + 54"           |                 |
| 7.              | Deceuninck-Quick Step | + 1' 01"        |                 |
| 8.              | EF Education First    | + 1' 06"        |                 |
| 9.              | UAE Team Emirates     | + 1' 16"        |                 |
| 10.             | Movistar Team         | + 1' 40"        |                 |